# Potentilla nepalensis
Espèce
Classification phylogénétique
Potentilla nepalensis, aussi appelée Quintefeuille du Népal, ou Potentille vivace du Népal, est une espèce de plantes à fleurs du genre Potentilla et de la famille des Rosaceae.

## Synonymes
- Potentilla nepalensis willmottiae
- Potentilla willmottiae
- Potentilla 'Miss Wilmott'

## Description
Potentilla nepalensis est une plante vivace qui peut atteindre une hauteur de 30 à 60 centimètres. Elle forme des monticules bas de feuilles vert foncé composées de larges folioles qui ressemblent à celles des fraisiers. Les fleurs à 5 pétales en forme de coupe peuvent être rouge cerise ou rose foncé, avec un centre plus foncé, d’environ 2,5 cm de largeur. Elle fleurit de juillet à août.
Plante himalayenne très rustique, elle offre en été des nuées de fleurs rose cerise, à peine lavé de crème, au cœur rouge profond, pleines de fraîcheur et de vivacité, sur les tiges fines et ramifiées de sa ramure étalée.

## Distribution et habitat
Cette plante est originaire d’Asie de l’Est et de l’Himalaya occidental, du Pakistan au Népal.
Cette espèce peut être trouvée dans les pâturages d'altitudes entre 2100 et 2700 mètres.

## Utilisation
Résistante et demandant peu d'entretien, elle peut être utilisée comme espèce ornementale de rocailles et pour les toitures végétales